# Ana de Borbón-La Marche
Ana de Borbón (1380 - París, septiembre de 1408) era hija del conde Juan I de La Marche y su esposa Catalina de Vendôme. Ella era miembro de la Casa de Borbón.

## Familia
Ana fue uno de los siete hijos de Juan I de La Marche y Catalina de Vendôme. Entre sus hermanos estaban Jaime II de La Marche, Luis I de Vendôme y la reina Carlota de Chipre. A través de su hermana, Ana era la tía de Juan II de Chipre y  Ana, duquesa de Saboya. Ella también tenía un medio hermano ilegítimo por la relación de su padre con una amante.
Los abuelos paternos de Ana eran Jaime I de La Marche y Juana de Châtillon. Sus abuelos maternos fueron el conde Juan VI de Vendôme y Juana de Ponthieu.

## Primer matrimonio
En 1390, Ana se convirtió en la segunda esposa del conde de Montpensier Juan II de Berry, un nieto de Juan II de Francia. Su primera esposa Catalina de Valois había muerto a la edad de 10, por lo que Juan necesitaba un heredero. Al igual que su primer matrimonio, sin embargo, Ana y Juan no tuvieron hijos sobrevivientes. Juan murió en 1401, liberando a Ana para un segundo matrimonio.

## Segundo matrimonio
El 1 de octubre de 1402 en París, Ana se volvió a casar con el duque Luis VII de Baviera, el hermano de la reina de Francia Isabel de Baviera-Ingolstadt. Sucedió a su padre como duque de Baviera en 1413, tras la muerte de Ana. Tuvieron un hijo sobreviviente:
- Luis VIII de Baviera (1 de septiembre de 1403-7 de abril de 1445).

Ana murió en septiembre de 1408. Luis se volvería a casar con Catalina de Alençon en 1413.